# Optimat
|  | Per a altres significats, vegeu «Tema dels Optimats». |

Els optimats (en llatí optimates) eren la facció aristocràtica de la societat romana final de la República.
Ciceró explica que els optimates s’oposaven als Populares. Diu que els optimates eren tots aquells «qui neque nocentes sunt nec natura improbi nec furiosi nec malis domesticis impediti» ('que no són ni delinqüents ni malvats per naturalesa, ni bojos, ni avergonyits per les carències domèstiques'). Sembla que assimila la paraula amb el que avui en diríem «conservador». Vel·lei Patercul descriu els optimates com el senat, la part més gran i la millor de l'orde eqüestre, que recollia també a aquella part de la plebs que no van seguir els consells perniciosos dels Gracs i no es van unir a la seva revolta. Per tant, els optimates eren els que formaven part de la nobilitas, la major part dels equites, (una classe mitjana rica) i els plebeus que van recolzar aquestes classes socials. Optimat, en aquest sentit, s'oposa a plebeu, la massa del poble, i és un terme més ample que nobilitas, ja que a més inclou a tots els que s'hi adhereixen.
Aspiraven a limitar el paper de les assemblees populars i dels tribuns del poble. El grup de pressió dels optimats s'anomenava «Partit aristocràtic».